# Сікожиці (Нижньосілезьке воєводство)
Сікожиці (пол. Sikorzyce, нім. Meisegau) — село в Польщі, у гміні Костомлоти Сьредського повіту Нижньосілезького воєводства.
У 1975-1998 роках село належало до Вроцлавського воєводства.